# Stazione di San Marco-Roggiano
La stazione di San Marco-Roggiano è una stazione ferroviaria posta a 125 metri s.l.m. sulla linea Sibari-Cosenza. Serve i centri abitati di San Marco Argentano e di Roggiano Gravina.